# Llogaret

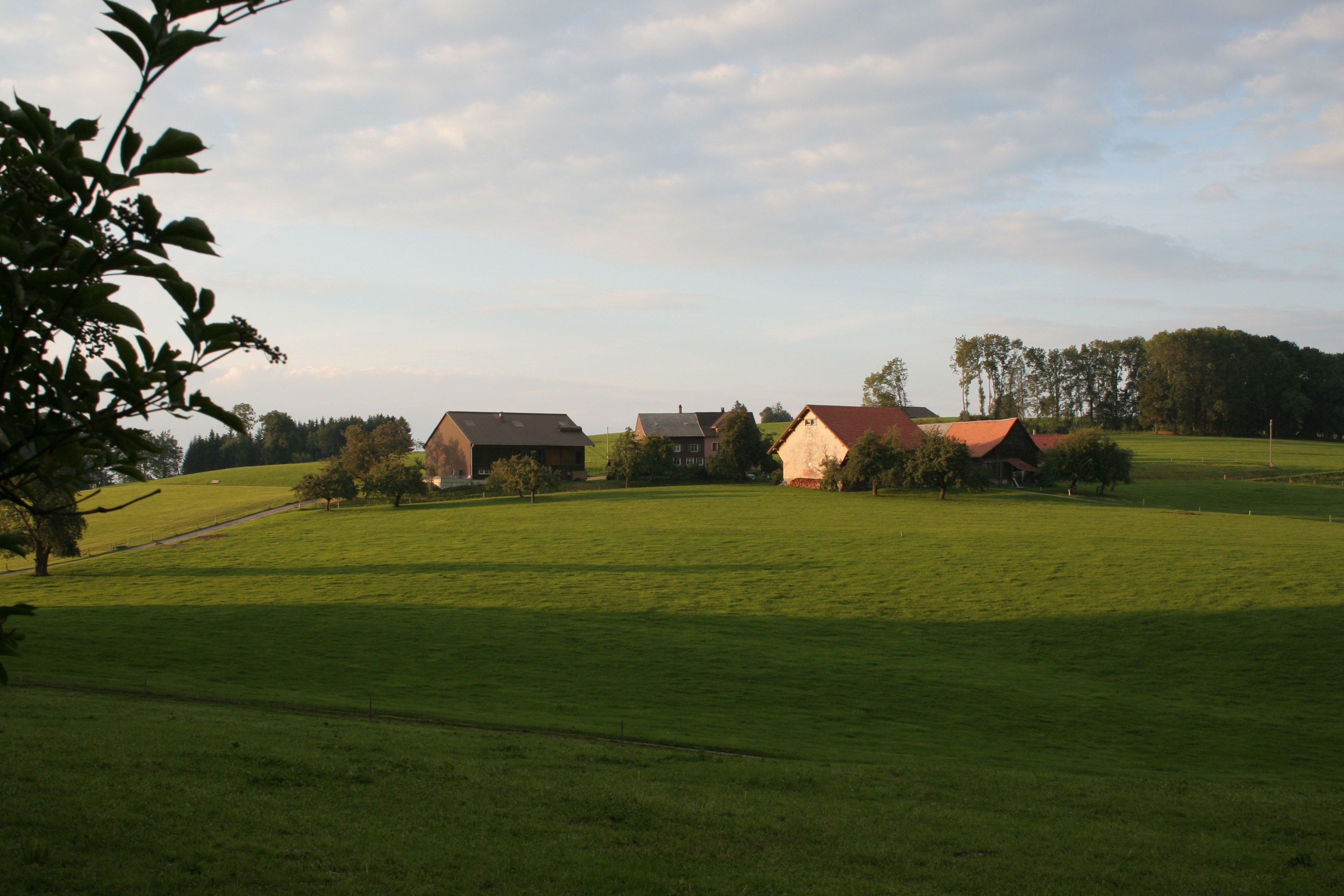
Llogarret suís.

Un llogaret (anomenat per error també llogarret) és un nucli de població petit. Nucli no gaire gran, que no arriba a ser un poble i que no forma un municipi, sinó que és un agregat a un altre nucli. Nucli de població més petit que un lloc o poble, que, malgrat això, pot posseir o ha posseït alguna de les característiques d’aquest com són tenir una església, un terme propi, una personalitat administrativa, etc., encara que, com hem dit, no forma, ni ha format en època recent, un municipi ni una parròquia. (es aldea; fr hameau; en hamlet). A l'edat mitjana, a Catalunya, rebia el nom de vilar.
Alguns exemples de llogarets són:
- Randa, pertanyent a Algaida, Mallorca.
- Llucalcari, pertanyent a Deià, Mallorca.
- Pradarrodó, pertany a la Parròquia de Canillo, Andorra
- Masarbonès, pertany a Masllorenç, Baix Penedès
- Valldevià. pertany a Vilopriu, Baix Empordà
- Artaix, pertany a Andilla, Serrans
- Marians, pertany a Soanyes, Conflent